# Stratford-upon-Avon
Stratford-upon-Avon, de forma abreujada anomenat Stratford és un municipi del Regne Unit situat a Warwickshire al sud de Birmingham, (Anglaterra). La seva població era de 23.676 el 2001. La seva principal atracció turística és tot allò relacionat amb la casa de William Shakespeare i les seves propietats.

## Localització
Stratford-upon-Avon està proper a la segona ciutat més gran del Regne Unit, Birmingham, és fàcil accedir a ella degut a la sortida 15 de la M40. Mitjançant tren es pot accedir des de Birmingham (Snow Hill station i  Moor Street station) així com des de Londres, amb un servei de prop de set trens directes des de l'estació de Londres Marylebone.
Stratford és la ciutat de William Shakespeare i la seva família.

## Història
Té un origen anglosaxó i fou creixent com un burg, una "ciutat-mercat". La ciutat esta banyada per l'Avon que el creua per un parc molt freqüentat per turistes i gent del poble.
"Stratford-upon-Avon" significa Stratford sobre el riu Avon, també anomenada només Stratford. Per a diferenciar el districte de la ciutat, s'utilitzen els termes upon-Avon per la ciutat i on-Avon pel districte.

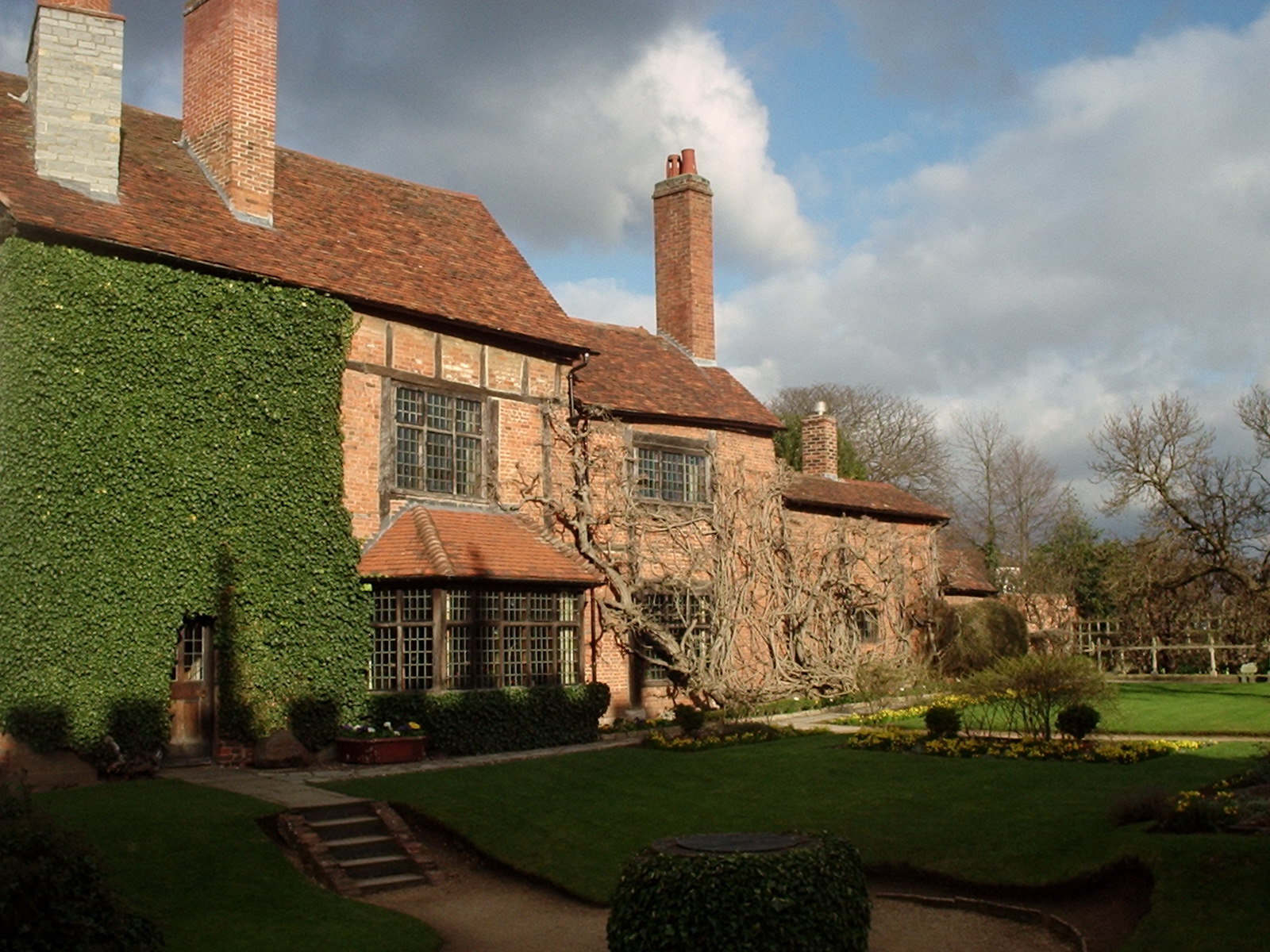
New Place, en l'actualitat

També pot donar confusió amb Starford (al London Borough of Newhan) com a part de les infraestructures dels Jocs Olímpics de Londres en el 2012.
És mundialment conegut per ésser el lloc de naixement i defunció de William Shakespeare. En la ciutat hi ha un teatre que porta el nom del famós escriptor i on es representen les seves obres, això fa que sigui molt visitat per aficionats al teatre i per turistes en general. Rep uns tres milions de visitants a l'any procedents de tot el món.

## Monuments i atraccions turístiques
A la ciutat hi ha el parc de l'Avon, on al que es pot trobar el "Royal Shakespeare Theatre", lloc d'actuació de la "Royal Shakespeare Company" (RSC). La companyia del RSC actua en dos petits teatres, un d'ells és el "The Swan" (el cigne) i que fou remodelat i reanomenat posteriorment com a teatre "Elizabethan" i l'altre es denomina el "Black box theatre".
Entre les atraccions turístiques més importants en la ciutat es troba la casa natal de Shakesepare, així com les cases "Hall's Croft" (la que en el seu temps fou casa de la seva filla Susannah) i la casa nova "New Palace" que fou de la seva propietat i on hi va viure els últims anys fins a la seva mort en 1616. És rellevant l'església on hi fou batejat i enterrat el dramaturg anglès "Holy Trinity Church of Starford-upon-Avon".
Prop de la ciutat hi ha diferents propietats associades amb Shakespeare dels seus pares i esposa, "Anne Hathaway's Cottage" a Shottery, la que fou casa de la seva dona, "Mary Arden's House", la casa de la seva mare, i les granges i edificis a Snitterfield, la casa del seu pare. Tot això es pot visitar seguint les rutes que realitzen els autobusos turístics.
Existeixen unes altres atraccions no-shakespearianes que inclouen una granja de papallones "Butterfly Farm", els jardins de Bancroft i el pub freqüentat per actors i que es denomina The Black Swan (El cigne negre), localitzat de vegades com The Dirty Duck (L'ànec brut).
Una forma esplèndida per a poder veure-ho tot en la capital és acudir al nucli antic i sol·licitar-hi una visita guiada pels carrers, és un bon repàs de la història del lloc, informatiu i entretingut. Aquest passeig guiat recorre tres cases de Shakespeare, els teatres, l'església del Holy Trinity Church i algunes coses més. Es pot gaudir escoltant històries sobre incendis, inundacions, plagues, cures medievals i alguns dels orígens de les dites populars de la regió.
Per a oci original durant els vespres de Stratford s'aconsella el "Ghost Walk" (passeig de fantasmes). Si es reserva amb antelació els dies laborables de la setmana, es podrà gaudir d'històries ambientades de fantasmes, assassinats i altres històries morboses.
A tretze quilòmetres, prop de Ragley Hall, es troba una de les cases més elegants d'Anglaterra que allotja el parc d'escultures de Jerwood.

## Fills il·lustres
- Adelaide Phillipps (1833-1882) cantant d'òpera.

## Economia
El turisme ha causat tensió entre els habitants del municipi i les autoritats, principalment per les molèsties del soroll i el trànsit.
A més del turisme la ciutat viu d'indústries com l'alumini i del sector serveis.